# Бринсон (Джорджія)
Бринсон (англ. Brinson) — місто (англ. town) в США, в окрузі Декатур штату Джорджія. Населення — 217 осіб (2020).

## Географія
Бринсон розташований за координатами 30°58′42″ пн. ш. 84°44′17″ зх. д. / 30.97833° пн. ш. 84.73806° зх. д. (30.978442, -84.737945).  За даними Бюро перепису населення США в 2010 році місто мало площу 5,29 км², уся площа — суходіл.

## Демографія
Згідно з переписом 2010 року, у місті мешкало 215 осіб у 87 домогосподарствах у складі 60 родин. Густота населення становила 41 особа/км².  Було 98 помешкань (19/км²).
Расовий склад населення:
| - 72,6 % — білих - 26,0 % — чорних або афроамериканців |

До двох чи більше рас належало 0,5 %. Частка іспаномовних становила 4,7 % від усіх жителів.
За віковим діапазоном населення розподілялося таким чином: 22,8 % — особи молодші 18 років, 59,5 % — особи у віці 18—64 років, 17,7 % — особи у віці 65 років та старші. Медіана віку мешканця становила 45,5 року. На 100 осіб жіночої статі у місті припадало 97,2 чоловіків;  на 100 жінок у віці від 18 років та старших — 86,5 чоловіків також старших 18 років.
Середній дохід на одне домашнє господарство  становив 47 544 долари США (медіана — 36 042), а середній дохід на одну сім'ю — 53 341 долар (медіана — 39 375). За межею бідності перебувало 18,0 % осіб, у тому числі 34,6 % дітей у віці до 18 років та 24,6 % осіб у віці 65 років та старших.
Цивільне працевлаштоване населення становило 117 осіб. Основні галузі зайнятості: освіта, охорона здоров'я та соціальна допомога — 20,5 %, сільське господарство, лісництво, риболовля — 18,8 %, виробництво — 17,9 %.